# Андроник Асен Палеолог
Вижте пояснителната страница за други личности с името Андроник Асен.
Андроник Раул Асен Палеолог  (на гръцки:Ανδρόνικος Ραούλ Ασάνης Παλαιολόγος) (ок. 1330; † след 1356) е представител на висшата византийска аристокрация и правнук на българския цар Иван Асен III.
Андроник Асен е син на деспот Мануил Комнин Раул Асен и Анна Синадина. Неговата леля Ирина Асенина е съпруга на византийския император Йоан VI Кантакузин.
Баща му прави забележителна военна кариера, получавайки постовете велик примикюр, стратег на Димотика (1342) и управител на Виза (1344). Андроник Асен като много близък член на императорското семейство получава титлата паниперсеваст (на гръцки: πανυπερσέβαστος). Както отбелязва византийският писател Георги Кодин от XV в., съгласно строгия дворцов церемониал паниперсевастите се отличават с жълтия цвят на дрехите си (мантията, обувките, седлото) и с редица привилегии.
Около 1352 г. Андроник Асен е поддръжник на братовчед си Матей Асен Кантакузин и е повишен до ранг севастократор. Не е известна съдбата му след 1356 г.